# انگولا آن دی لیک (نیویورک)
انگولا آن دی لیک (به انگلیسی: Angola on the Lake) یک منطقهٔ مسکونی در ایالات متحده آمریکا است که در شهرستان ایری، نیویورک واقع شده‌است. انگولا آن دی لیک ۶٫۶ کیلومتر مربع مساحت و ۱٬۶۷۵ نفر جمعیت دارد و ۱۸۳ متر بالاتر از سطح دریا واقع شده‌است.